# 无毛覆盆子
无毛覆盆子（学名：Rubus idaeus var. glabratus）为蔷薇科悬钩子属下的一个变种。

## 扩展阅读
- 維基物種上的相關：无毛覆盆子